# Trần Xuân Bách
Trần Xuân Bách (23 tháng 5 năm 1924 – 1 tháng 1 năm 2006) là chính khách, đảng viên Đảng Cộng sản Việt Nam, từng là Ủy viên Bộ Chính trị, Bí thư Trung ương Đảng, là người có chủ trương đa đảng ở Việt Nam.

## Tiểu sử
Ông tên thật là Vũ Thiện Tuấn quê tại xã Nam Ninh, huyện Nam Trực, tỉnh Nam Định. Nay là xã Nam Thanh, huyện Nam Trực, tỉnh Nam Định.
Ông đã từng giữ các chức vụ: Phó Bí thư Tỉnh ủy Ninh Bình, Giám đốc Công an Khu III, Chánh Văn phòng Liên khu ủy III, Bí thư Tỉnh ủy các tỉnh: Nam Định, Sơn Tây, Nam Hà, Trưởng ban Tôn giáo vận Trung ương, Tổng Thư ký Ủy ban Trung ương Mặt trận Tổ quốc Việt Nam, Bí thư Trung ương Đảng, Chánh Văn phòng Trung ương Đảng, Ủy viên Bộ Chính trị.
Trần Xuân Bách đã tham gia Bộ chỉ huy tối cao chiến dịch giải phóng Campuchia năm 1979 với tư cách là Phó Chính ủy, (Chính ủy là ông Lê Đức Thọ) sau đó ông làm trưởng Ban B68 của Đảng Cộng sản Việt Nam (chỉ đạo bộ máy hành chính của Campuchia).
Ông là Bí thư Trung ương Đảng từ khóa V (1982), Chánh Văn phòng Trung ương Đảng.
Tại Đại hội VI của Đảng Cộng sản Việt Nam (1986), ông được bầu làm Ủy viên Bộ Chính trị, Bí thư Trung ương Đảng và được giao nhiệm vụ nghiên cứu về lý luận, phụ trách về tư tưởng - văn hoá và khoa giáo của Đảng kiêm Trưởng ban Tuyên huấn Trung ương, dưới thời ông Nguyễn Văn Linh làm Tổng Bí thư Đảng.
Ông là đại biểu Quốc hội các khóa II, III, IV, Ủy viên Ủy ban Thường vụ Quốc hội các khóa III, IV.

## Bê bối và kỷ luật
Ông đã có nhiều bài viết và phát biểu theo hướng đổi mới mạnh mẽ theo xu hướng đa nguyên, đa đảng khi trào lưu cải tổ do Gorbachov đưa ra đang lan tràn trong nhiều nước cộng sản. Do đó, tại Hội nghị Trung ương Đảng lần thứ 8 (tháng 3 năm 1990), Trần Xuân Bách đã bị phê phán gay gắt và bị kỷ luật, phải ra khỏi Bộ Chính trị và Ban Chấp hành Trung ương nhưng không bị khai trừ khỏi Đảng.
Sau một thời gian ông được Bộ trưởng Bộ ngoại giao Nguyễn Cơ Thạch mời về làm tại ban nghiên cứu ở Bộ Ngoại giao cho đến tháng 8 năm 1990 thì nghỉ hưu. Giáo sư Carl Thayer cho biết, "ông Bách không được đi nước ngoài, không được gặp hay tiến xúc với người nước ngoài, tất cả những gì về ông thì bỗng dưng trở nên kín kẽ. Và ông trở thành nhân vật vô danh tiểu tốt kể từ năm 1990 cho đến ngày ông qua đời."
Ông từng phát biểu: "Dân chủ không phải là ban ơn, không phải là mở rộng dân chủ hay dân chủ mở rộng… Dân chủ là quyền của dân, với tư cách là người làm nên lịch sử, không phải là ban phát - do tấm lòng của người lãnh đạo này hay người lãnh đạo kia. Thực chất của dân chủ là khơi thông trí tuệ của toàn dân tộc và đưa đất nước đi lên kịp thời đại...".

## Cuối đời
Do lâm bệnh nặng, ông đã mất hồi 15 giờ 34 phút, ngày 1 tháng 1 năm 2006. Ông được mai táng tại nghĩa trang Mai Dịch, Hà Nội, nơi chôn cất các nhân vật lãnh đạo cao cấp.

## Tặng thưởng
Ông đã được tặng thưởng các Huân chương Kháng chiến hạng nhất, Huân chương Kháng chiến chống Mỹ, cứu nước hạng nhất, Huân chương Angkor của Nhà nước Campuchia.

## Đời tư
Theo cuốn Bên thắng cuộc thì lúc sinh thời ông đã hai lần lập gia đình. Năm 1956 ông ly dị và sống độc thân 20 năm. Cho đến năm 1976 thì ông kết hôn với người vợ thứ hai là bà Nguyễn Thị Đức Thịnh. Ông và bà có với nhau 2 người con gái sinh năm 1977 và 1982. Sau khi ông Bách bị kỷ luật, cách chức ủy viên Bộ chính trị, ủy viên Trung ương Đảng thì bà Thịnh bị cơ quan "cho ra đứng vỉa hè, giữ xe máy cho khách đến liên hệ với cơ quan".

## Các bài viết của Trần Xuân Bách
- Chủ nghĩa xã hội thật sự là gì? Lưu trữ ngày 14 tháng 12 năm 2018 tại Wayback Machine